# كيانا إيدي
كيانا إيدي (بالإنجليزية: Kiana Eide)‏ هي لاعبة جمباز إيقاعي أمريكية، ولدت في 25 سبتمبر 1998.

## وصلات خارجية
- كيانا إيدي على موقع الاتحاد الدولي للجمباز (biography) (الإنجليزية)
- كيانا إيدي على موقع الاتحاد الأمريكي للجمباز (الإنجليزية)
- كيانا إيدي على موقع اللجنة الأولمبية الدولية (الإنجليزية)
- كيانا إيدي على موقع أوليمبيديا (الإنجليزية)